# 塞尔奈 (维埃纳省)
塞尔奈（法語：Cernay，法語發音：[sɛʁnɛ] ⓘ）是法国新阿基坦大区维埃纳省的一个市镇，属于沙泰勒罗区。该市镇2009年时的人口为477人。

## 人口
塞尔奈人口变化图示
| 数据来源：INSEE |